# Kassandros
Kassandros (350 př. n. l. – 297 př. n. l.) byl regentem a v letech 305 až 297 př. n. l. králem Makedonie, který proslul mimořádnou bezohledností a krutostí. Byl nejstarším synem makedonského vojevůdce Antipatra. Poprvé se objevil v doprovodu Alexandra Velikého v Babylóně, kam ho Antipatros vyslal, aby ho bránil před pomluvami svých soupeřů a nepřátel, především královny matky Olympias. Alexandr s ním prý tehdy jednal vysloveně nepřátelsky.
Když Antipatros v roce 319 př. n. l. umíral, určil za svého nástupce v úřadě regenta Makedonie šlechtice Polyperchónta. Věřil, že jeho vlastní syn Kassandros, člověk velice ambiciózní a strohý, se spokojí se jmenováním do úřadu chiliarcha. V tom se ale zásadně mýlil. Kassandros se brzy po otcově smrti připojil k Antigonovi Monofthalmovi a Ptolemaiovi Sótérovi a vyhlásil Polyperchóntovi válku.

## Kassandrova povaha
Oproti již velmi starému Polyperchóntovi měl Kassandros více předností než jen své mládí. Měl především jasný cíl, kterému se zcela oddal. Cokoliv co uskutečnil nebo podnikl, sloužilo jedinému účelu: uchvácení vlády nad Makedonií. Tomuto záměru obětoval veškerou svoji energii, přičemž se neštítil bezohledných intrik, vražd ani zrady. Loajalita a věrnost znamenaly pro Kassandra jen velmi málo a nijak neváhal jich kdykoliv bezohledně zneužívat. Avšak nelze přehlížet, že přinejmenším do roku 311 př. n. l. musel neustále bojovat o vlastní život a za těchto okolností si nemohl dovolit projevovat vůči svým nepřátelům shovívavost. Tím je možné vysvětlit a alespoň částečně ospravedlnit jeho chování, třebaže přitom nelze přehlížet, s jakou bezohledností a zákeřností nechával vraždit své protivníky.
Prameny líčí Kassandra jako člověka mimořádně ambiciózního, mocichtivého a neobyčejně krutého, bez jakýchkoliv morálních zábran a to zcela po právu. Nelze se tedy divit, že jej, ač nepodloženě, některé antické prameny činí zodpovědným za smrt samotného Alexandra Velikého, kterého měl v Babylónu otrávit. 

## Vítězství nad Polyperchóntem, zabití Olympiady
Díky zásluhám svého otce, všeobecně oblíbeného Antipatra, měl Kassandros zpočátku v Makedonii, a také v Řecku, mnoho stoupenců, s jejichž pomocí se mu podařilo úspěšně vzdorovat Polyperchóntovi. Rozhodujícím se nakonec pro Kassandra ukázalo být účelové spojenectví s královnou Eurydiké, manželkou makedonského krále Filipa III. Arrhidaia. Ta na počátku roku 317 př. n. l. odňala Polyperchóntovi, jemuž chyběla podpora makedonského lidu, a především šlechty, titul správce království a udělila jej Kassandrovi, který dosud zastával postavení chiliarchy. Už o několik měsíců dříve dosáhl Kassandros významného úspěchu v Řecku, když se zmocnil Athén a dosadil zde jako svého zástupce a místodržitele Démétria z Faleru. Kassandrova vláda nad Athénami poté trvala celých dalších deset let.
V roce 317 př. n. l. se do Makedonie z épeirského exilu vrátila Alexandrova matka, královna Olympias. Její pomstě padli za oběť mnozí Kassandrovi spojenci. Níkánor, Kassandrův bratr, byl popraven a hrob Iollaa, dalšího Kassandrova bratra, byl srovnán se zemí. Také královský manželský pár Filip III. a Eurydiké se stali oběťmi její nenávisti. Těmito činy si Olympias udělala z Kassandra svého úhlavního nepřítele. Tomu se posléze podařilo oblehnout královnu ve městě Pydna. Když se pak nesetkal s úspěchem pokus epeirského krále o její záchranu, musela Olympias na jaře roku 316 př. n. l. kapitulovat. Kassandros nicméně neusiloval o její život a nabídl jí, že bude moci na lodi odplout ze země. To však Olympias rozhořčeně odmítla, načež vojenské shromáždění vyslovilo nad královnou rozsudek smrti. Poprava byla vykonána podle starodávného obyčeje vrženým oštěpem. Alexandrova manželka, Roxana, a jeho syn, Alexandr IV. Aigos, byli drženi v Amfipoli pod dohledem Kassandrových stráží, čímž byli zcela vyloučeni z politického dění.
Tyto Kassandrovy kroky není možné nijak schválit nebo ospravedlnit. Je však třeba pamatovat na to, že takovéto jednání bylo v Makedonii obvyklé v bojích o moc už v dobách před makedonskou expanzí za vlády Filipa II. a Alexandra. Po Olympiadině smrti se Makedonci přiklonili na stranu Kassandra, třebaže ten se nerozpakoval vyvraždit brzy celou královskou dynastii. Někdy v této době pojal za manželku Thessaloníké, nevlastní sestru Alexandra.

## Válka s Antigonovci, přijetí královského titulu
V roce 315 př. n. l. se Kassandros dostal do sporu se svým dosavadním spojencem a ochráncem Antigonem. Ten se totiž nechal v Tyru prohlásit regentem říše a vyžadoval nyní od Kassandra bezpodmínečnou věrnost a poslušnost. Současně prohlásil Antigonos Řeky za svobodné, čímž přirozeně podkopával Kassandrovu autoritu v jejich očích. Kassandrova strategie byla založená především na ovládání Makedonie, svoji pozornost ovšem věnoval i záležitostem v okolních, pro Makedonce taktéž důležitých zemích, jako byl Épeiros a Thesálie. Do záležitostí v řeckých obcích však podle podmínek mírové smlouvy s Antigonem z roku 311 př. n. l. nesměl nijak zasahovat. Nicméně v některých řeckých státech měl umístěny své posádky, takže prakticky celé střední Řecko a také značná část Peloponésu podléhaly jeho moci.
Mírem z roku 311 př. n. l. doznalo Kassandrovo postavení podstatných změn. Byl sice potvrzen v pozici místodržitele evropských území Alexandrovy říše, ale doba vykonávání tohoto úřadu byla omezena okamžikem, kdy měl Alexandr IV. dosáhnout zletilosti. Tím byla Kassandrova pozice mnohem svízelnější než pozice ostatních diadochů. V Makedonii samotné už Kassandros neměl žádného soupeře, vládl zde jako suverén, ale stále mu chyběl královský titul. Ve skutečnosti ovšem byla Makedonie již od roku 311 př. n. l. uznávána za samostatnou říši, stejně jako ostatní části někdejší Alexandrovy říše nyní náležející jednotlivým diadochům. Poslední překážku Kassandrových plánů, které směřovaly k dosažení nezpochybnitelného panství nad Makedonií, představoval Alexandr IV. O rok později ho proto Kassandros společně s jeho matkou Roxanou nechal zavraždit. V roce 309 př. n. l. stihl stejný osud i Alexandrova nelegitimního syna, Hérakla. Těmito ukrutnými skutky tak Kassandros završil svoji cestu k moci, jež započala po smrti jeho otce Antipatra.
V roce 305 př. n. l. přijal Antigonos královský titul. Ostatní diadochové, včetně Kassandra, přirozeně nechtěli zůstat pozadu a již krátce poté přijal Kassandros titul krále Makedonie, díky kterému se stal nezpochybnitelným a neomezeným vládcem svého území. Nový makedonský král hodlal upevnit makedonskou hegemonii v Řecku otřesenou soupeřením mezi diadochy a od roku 307 př. n. l. zde vedl válku, v níž k jeho hlavním oponentům patřily Athény podporované Antigonovým synem Démétriem Poliorkétem. Jeho pokus dobýt toto město neuspěl kvůli zásahu aitólského spolku. Přesto si Kassandros podrobil Bojótii, ostrov Euboiu, Fókidu a rovněž Korint kapituloval před jeho vojenskou mocí. Po ovládnutí ostrova Salamíny, oblehl Kassandros samotné Athény. Avšak v roce 304 př. n. l. intervenoval v Řecku Démétrios Poliorkétés. Kassandros pak vstoupil do aliance se Seleukem, Ptolemaiem a Lýsimachem proti Antigonovcům. Z dělení kořisti po bitvě u Ipsu, v níž Antigonos nalezl v roce 301 př. n. l. smrt, vyšel Kassandros naprázdno, leč jeho bratr Pleistarchos obdržel území na jižním pobřeží Malé Asie, v Kilíkii. Ke konci svého panování se Kassandros pokusil ovládnout ostrov Korfu, ve velké námořní bitvě byl však poražen syrakuským tyranem Agathoklem.

## Smrt a hodnocení
V roce 297 př. n. l. Kassandros, král Makedonie, zemřel. V souvislosti s jeho smrtí jsou udávány různé příčiny: podle jedné verze zemřel na tuberkulózu, podle jiné trpěl vodnatelností, v důsledku čehož byly jeho útroby sužovány červy. Lstí a násilím se zmocnil trůnu Argeovců a nijak se přitom neštítil kráčet přes mrtvoly. Pro ostatní diadochy představoval vítaného spojence, zvlášť dobré vztahy ho poutaly k Lýsimachovi.
Kassandros usiloval o to, aby byl Makedoncům dobrým vládcem, ale krutost, s níž vyhladil Alexandrův rod, zůstávala trvalým stínem na jeho charakteru a pověsti. Ani částečně pozitivní hodnocení jeho panování moderními historiky tak nedokáže zcela zastřít Kassandrovy nelidské činy. Jeho otec Antipatros věrně a obětavě sloužil makedonskému královskému rodu. Naproti tomu Kassandros povolil uzdu své ctižádostivosti a neděsil se ani nejhorších zločinů, pokud mu mohly dopomoci k dosažení vlády nad Makedonií. Kassandros měl prý i přes svoji krutou a násilnou povahu slabost pro literaturu. Nechal obnovit Théby obrácené v ruiny Alexandrem. V roce 315 př. n.l. sloučil několik starších osad a založil město Soluň (Thessaloniki), kde nechal přestavěl thermy. Vybudoval rovněž nové město na místě někdejší Poteidaie, jež podle něho neslo jméno Kassandreia.